# 神戸大学附属住吉小学校
神戸大学附属住吉小学校（こうべだいがくふぞくすみよししょうがっこう）は、兵庫県神戸市東灘区にあった国立小学校。神戸大学の附属学校再編計画に伴い、2013年度をもって閉校となった。校地および校舎は新設された神戸大学附属中等教育学校に引き継がれている。

## 沿革
- 1874年 - 兵庫県師範伝習所を八部郡神戸町神戸元町通に設置
- 1877年11月19日 - 県内の三師範学校を統合し、神戸師範学校設立 下山手通（現兵庫県庁・後の県立第一高女の地）に校舎新築
- 1878年4月20日 - 校舎落成 神戸師範学校附属小学校開校
- 1886年9月2日 - 兵庫県立尋常師範学校附属小学校と改称 北長狭通の神戸商業学校敷地内校舎に移転
- 1898年4月1日 - 兵庫県師範学校附属小学校と改称
- 1899年7月 - 武庫郡御影町の新校舎に移転
- 1900年4月1日 - 兵庫県第一師範学校附属小学校と改称
- 1901年8月10日 - 兵庫県御影師範学校附属小学校と改称
- 1926年4月 - 制服制定
- 1928年5月19日 - 創立50周年式典
- 1931年9月 - 学校給食開始
- 1936年4月1日 - 御影師範学校と姫路師範学校が合併統一　兵庫県師範学校御影附属小学校と改称　校歌制定
- 1938年 - 姫路附属小学校の閉校により、兵庫県師範学校附属小学校と改称
- 1938年6月10日 - 武庫郡住吉村赤塚山に新校舎落成（後にこの日を開校記念日と定める）
- 1941年4月1日 - 兵庫県師範学校附属国民学校と改称
- 1943年4月1日 - 師範学校が専門学校に昇格 明石女子師範学校と統合され官立移管　兵庫師範学校男子部附属国民学校と改称
- 1947年11月1日 - 兵庫師範学校男子部附属小学校と改称
- 1949年11月2日 - 神戸大学開学 神戸大学兵庫師範学校男子部附属小学校と改称
- 1950年5月31日 - 神戸大学兵庫師範学校住吉附属小学校と改称
- 1951年4月1日 - 神戸大学教育学部附属住吉小学校と改称
- 1967年4月 - 制服復活
- 1970年9月16日 - 新校舎竣工式
- 1975年4月1日 - 帰国子女教育学級設置
- 1977年12月4日 - 創立100周年記念祝典
- 1988年8月 - オーストラリア・アイアンサイド校へ訪問団派遣　以後隔年相互訪問
- 1992年10月1日 - 教育学部が発達科学部に再編　神戸大学発達科学部附属住吉小学校と改称
- 1997年11月15日 - 創立120周年記念式典
- 2001年2月1日 - 国際教育センター設立
- 2009年4月1日 - 神戸大学の直轄に移管 神戸大学附属住吉小学校と改称
- 2014年3月10日 - 閉校式が行われる[1]
- 2014年3月31日 - 閉校

## 教育目標
豊かな知性や情操と国際的な視野をそなえた自主的・社会的な実践人を育成する

## 学区
神戸市、芦屋市、西宮市、尼崎市、宝塚市、伊丹市、川西市に保護者と共に居住し、公共の交通機関を利用して、午前8時40分までに無理なく登校できること。なお、神戸大学の附属学校再編計画に伴い、生徒の募集は平成20年度入学者を最後に停止された。

## 交通
神戸市営バス19･39系統「神大附属小学校前」バス停下車すぐ

## 著名な出身者
- 白洲次郎（実業家 元国務大臣）
- 村田知栄子（女優）
- 江崎玲於奈（物理学者　ノーベル物理学賞）
- 野依良治（化学者　ノーベル化学賞）
- 唐津 恵一（法学者　東京大学教授）
- 竹山宜典（医学者　近畿大学名誉教授）
- 鴻池祥肇（参議院議員・元国務大臣・元衆議院議員）
- 丸川珠代（参議院議員・元国務大臣・元テレビ朝日アナウンサー）
- 奥野総一郎（衆議院議員）
- 今村岳司（元西宮市長）
- 根本かおる（東京国際連合広報センター所長・ジャーナリスト）
- 芦田信（JCRファーマ創業者・会長兼社長兼CEO）
- 佐々木恭子（フジテレビアナウンサー）
- 森山未來（俳優）
- 小坂明子（歌手・作曲家）
- 鈴木雅明（音楽監督　東京藝術大学名誉教授）
- 大谷一二　（サッカー元日本代表　東洋紡績元会長）
- 村田知栄子 （女優）
- 平松修造（日本テレビアナウンサー）
- 窪田良（窪田製薬ホールディングス代表取締役会長・社長兼CEO　慶應義塾大学医学部客員教授）
- 須田克志　アメリカンフットボール日本代表
- 瀧山直矢　Xリーグ新人王
- シェファーアヴィ幸樹　バスケットボール東京オリンピック代表
- 大谷舞風（NHKアナウンサー）